# فهرست موزه‌های همدان
موزه‌های همدان در شهر همدان مرکز استان همدان واقع شده‌اند.
| نام موزه                  | موضوع                                                  | مکان                                                         |
| ------------------------- | ------------------------------------------------------ | ------------------------------------------------------------ |
| موزه تاریخ طبیعی همدان    | مجموعه‌ای از نمونه انواع گونه‌های حیوانی، گیاهی و طبیعی. | دانشگاه کشاورزی دانشگاه بوعلی‌سینا، در انتهای چهارباغ آزادگان |
| موزه هگمتانه              | باستانشناسی                                            | میدان هفت تیر                                                |
| موزه بوعلی‌سینا            | طب و معرفی ابن سینا                                    | میدان آرامگاه                                                |
| باغ موزه دفاع مقدس        | یادگارهای جنگ ایران و عراق                             | خیابان سعیدیه، بلوار قائم، جنب دانشگاه علوم پزشکی همدان      |
| موزه سفال                 | سفال‌های یافت شده در استان همدان                        | خیابان شهدا، خانه صمدی                                       |
| باغ موزه نظری             | مردم‌شناسی                                              | میدان جهاد، چهارراه نظری، عمارت باغ نظری                     |
| موزه حمام قلعه            | مردم‌شناسی                                              | در خیابان شریعتی، کوچه مهر، جنب حمام قلعه                    |
| موزه مفاخر و مشاهیر همدان | معرفی مفاخر و مشاهیر همدان                             | خیابان شریعتی، داخل خانهٔ بیژن                                |
| موزه صنایع‌دستی همدان      | صنایع‌دستی همدان                                        | میدان باباطاهر، جنب آرامگاه باباطاهر                         |
| موزه آمادای همدان         | مردم شناسی، تاریخ طبیعی و ابزارآلات باستان             | دانشگاه آزاد اسلامی واحد همدان                               |
| موزه میدان مرکزی همدان    | آثار تاریخی کشف شده دوره اشکانیان                      | مرکز میدان امام همدان                                        |